# Podoscypha warneckeana
Podoscypha warneckeana är en svampart som först beskrevs av Henn., och fick sitt nu gällande namn av Leif Ryvarden 1997. Podoscypha warneckeana ingår i släktet Podoscypha och familjen Meruliaceae.   Inga underarter finns listade i Catalogue of Life.